# Foreland House
Das Foreland House ist ein Herrenhaus im Westen der schottischen Hebrideninsel Islay. 1971 wurde Foreland House in die schottischen Denkmallisten in der Kategorie B aufgenommen. Foreland House liegt isoliert in einem kleinen Wald am Rande der Rhinns of Islay. Die nächste Siedlung ist das etwa 1,5 km östlich gelegene Lyrabus.

## Geschichte
Das Haus wurde um 1820 für Walter Frederick Campbell, den Laird von Islay, gebaut. Hierbei wurde ein bereits vorhandenes Gebäude umbaut und erweitert. Da Campbell den Adelstitel of Foreland and Sunderland trug, wird Foreland House auch manchmal als Sunderland House bezeichnet.

## Beschreibung
Der mit Pilastern verzierte und bekrönte Haupteingang ist mittig in den Nordflügel eingelassen. Dieser ist 17,3 m lang und 12,9 m breit und aus 80 cm mächtigen Mauern aufgebaut. Die Eingangstür wird symmetrisch von fünf Sprossenfenstern umgeben. Der Flügel schließt mit einem schiefergedeckten Satteldach ab. Im Erdgeschoss befinden sich Speisesaal, Malzimmer sowie die Bibliothek, während im Obergeschoss des zweistöckigen Gebäudes mehrere Schlafzimmer untergebracht sind. Der Innenraum wurde seit Erbauung mindestens einmal umgestaltet.
Im Westen schließt sich direkt ein ebenfalls zweistöckiger, L-förmiger Flügel mit geringerer Giebelhöhe an. Dieser grenzt einen nach Süden hin offenen Innenhof auf zwei Seiten ab. In diesem Flügel sind die Küche sowie die Diensträume des Personals untergebracht. Er schließt ebenfalls mit einem Satteldach ab. Der zweistöckige Westflügel wurde erst in der Mitte des 19. Jahrhunderts hinzugefügt. Er steht orthogonal zum Nordflügel, an den er direkt angrenzt. Ebenerdig ist ein Billardzimmer eingerichtet. Im Süden schließt sich ein halbrundes, einstöckiges Gewächshaus an. Alle Fassaden sind mit der traditionellen Harling-Technik verputzt.